# Parque Estadual do Papagaio-Charão
O Parque Estadual do Papagaio-charão, antigo Parque Florestal de Rondinha, é uma das Unidades de Conservação do Governo do Estado do Rio Grande do Sul, Brasil.
Criado em 1982 pelo Decreto Estadual n° 30.645, e tendo 1.000 ha de área, protege um importante fragmento de transição entre os ecossistemas de savana e mata de araucária, onde vivem espécies ameaçadas como o papagaio-charão e o butiá Butia paraguayensis, endêmico da região. Localiza-se no município de Sarandi.